# Světová aliance reformovaných církví
Světová aliance reformovaných církví (ve zkratce WARC odvozené z anglické podoby názvu World Alliance of Reformed Churches) bylo mezinárodní uskupení se sídlem v Ženevě sdružující celkem 218 reformovaných či kongregačních nebo valdenských a sjednocených církví ze 107 zemí světa. Vlivem toho zastupuje odhadem 75 milionů věřících. Lze ji tak považovat za největší platformu kalvinistické teologie ve světě. WARC vznikla roku 1875 pod názvem Aliance reformovaných církví ve světě, jež se řídí presbyterním řádem. Po přibližně stu letech se roku 1970 sloučila s Mezinárodní kongregační radou, která sama vznikla v roce 1891.
Jednotliví členové světové aliance jsou celé církve, které však i nadále zůstávají samostatnými celky. Vlastní svaz neslouží k rozhodování o osudech svých členů, nýbrž koordinuje činnost svých členů v teologickém bádání nad odkazem reformace, tak též v přístupu jednotlivých církví k otázkám současného světa, mezi něž patří vztah k rasismu či k dodržování lidských práv po světě. Vedle toho se snaží o dialog s dalšími společenstvími křesťanských církví jako jsou katolíci, luteráni nebo anglikáni). Pro tyto úkoly má WARC zřízeno celkem osm specifických pracovních skupin.
V čele světové aliance je Valné shromáždění, které se na svých jednáních schází jednou za sedm až osm let. Tvoří ho delegace jednotlivých členských církví spolu s reprezentanty přidružených a partnerských organizací. Na jednáních volí Valné shromáždění čtyřicetičlenný Výkonný výbor, který svaz reprezentuje navenek a současně dohlíží na vnitřní činnost celého uskupení. V čele Výkonného výboru stojí prezident a šest viceprezidentů, představující zástupce hlavních světových regionů. Činnost celého svazu řídí sekretariát vedoucího tajemníka.
Roku 2010 se Světová aliance reformovaných církví sloučila s Reformovanou ekumenickou radou (REC). Nově vzniklý denominační svaz nese název Světové společenství reformovaných církví (World Communion of Reformed Chrurches – WCRC).
Z církví v České republice je členem Světové aliance reformovaných církví Českobratrská církev evangelická (ČCE), jejíž jedna ze dvou předchůdkyň – Evangelická církev helvetského vyznání – patřila v roce 1875 k zakladatelským církvím. Členem až do roku 2003 byla rovněž Církev bratrská (CB). Důvodem pro ukončení členství se stal nesouhlas s celkovou politickou orientací aliance.